# Янь Цзиньхай
Янь Цзиньхай (кит. 严金海, род. март 1962, Миньхэ-Хуэй-Туский автономный уезд, Цинхай) — китайский государственный и политический деятель, председатель Народного правительства Тибетского автономного района с 8 октября 2021 года.
Депутат Всекитайского собрания народных представителей 13-го созыва. Кандидат в члены ЦК КПК 19-го созыва, член Центрального комитета Компартии Китая 20-го созыва.

## Биография
Родился в марте 1962 года в Миньхэ-Хуэй-Туском автономном уезде, провинция Цинхай. По национальности — тибетец.
В 1978 году поступил в Цинхайский институт национальностей (ныне Цинхайский университет национальностей), который окончил в июле 1982 года с дипломом по специальности «китайский язык и литература». После вуза работал преподавателем в Хуаннаньском педагогическом институте национальностей. В декабре 1983 года вступил в Коммунистическую партию Китая.
Политическую карьеру начал в ноябре 1984 года с поступления на муниципальную службу сотрудником отдела образования Хуаннань-Тибетского автономного округа. В феврале 1990 года — заместитель заведующего канцелярией парткома КПК автономного округа, в следующем году занял должность заведующего канцелярией. В июле 1993 года очередной раз повышен до заместителя секретаря парткома КПК Хуаннань-Тибетского автономного округа, три года спустя стал первым по перечислению заместителем главы парткома КПК и вошёл в состав Постоянного комитета автономного округа.
В июне 1998 года назначен заместителем секретаря парткома КПК Юйшу-Тибетского автономного округа, в январе 2005 года переведён на аналогичную позицию в Хайбэй-Тибетский автономный округ. В феврале того же года вступил в должность исполняющего обязанности главы правительства Хайбэй-Тибетского автономного округа, в следующем месяце утверждён в этой должности. В феврале 2008 года назначен секретарём парткома КПК округа.
В январе 2013 года назначен вице-губернатором провинции Цинхай, в мае 2017 года вошёл в состав Постоянного комитета парткома КПК провинции.
В июле 2020 года получил перевод первым по перечислению заместителем секретаря парткома КПК Тибетского автономного района (ТАР) и одновременно главой горкома КПК Лхасы. 8 октября 2021 года решением 33-й сессии Постоянного комитета Собрания народных представителей ТАР 11-го созыва назначен заместителем председателя Народного правительства Тибетского АР и временно исполняющим обязанности председателя. Утверждён в должности председателя правительства ТАР на очередной сессии Собрания народных представителей ТАР.